# كازوشي هوزاكا
كازوشي هوزاكا (باليابانية: 保坂和志)‏ (15 أكتوبر 1956 في ياماناشي - ) روائي من اليابان.

## الجوائز
- جائزة أكوتاغاوا[5]
- جائزة تانيزاكي [الإنجليزية]‏
- Noma Literary Prize [الإنجليزية]‏[6]
- جائزة نوما للوجه الأدبي الجديد  [لغات أخرى]‏